# 石川光昌
石川 光昌（いしかわ みつまさ）は、戦国時代から江戸時代初期にかけての武将。陸奥国安達郡百目木城主。石川弾正の通称で知られる。

## 生涯
永禄7年（1564年）、百目木城主・石川有信の子として誕生。百目木石川氏は塩松石橋氏の重臣で、三芦城主陸奥石川氏の庶流（第17代当主満朝の三男・盛光を祖とする）であり、光昌の伯母は宗家の第24代当主・晴光の正室であった。
父・有信は永禄11年（1568年）、大内義綱らと共に田村氏に内通して主君・石橋尚義を追放し、田村氏に従属していた。後に義綱の子・定綱が田村氏からの独立を目論むが光昌は同調せず、天正13年（1585年）、田村清顕とその婿伊達政宗に従って定綱を攻めた。その功により政宗から小手森城を与えられて移ったが、清顕の死後、宮森城主白石宗実の与力にされたことに不満を持ち、天正16年（1588年）の郡山合戦の際に相馬義胤に内応したため、小手森城は政宗の攻撃を受けて落城し、500人余が討ち取られた。この時に光昌も討死したとされることが多いが、実は光昌は義胤を頼って落ち延びていた。
慶長5年（1600年）の関ヶ原の戦いの際には、安達郡を領していた上杉景勝に仕えて最上義光攻めに参加したが、上杉軍が敗北の末に減封されると、上杉家を離れて流浪の身となった。
慶長10年（1605年）2月10日死去。享年42。